# 烏賈因縣
烏賈因縣（Ujjain district）是印度中央邦的一個縣，位於該國中部，面積6,091平方公里，識字率為73.55%，人口在2001至2011年期間增長16.11%，2011年人口1,986,597，人口密度每平方公里326人。

## 外部連結
- Ujjain District web site （页面存档备份，存于）

23°25′N 75°30′E / 23.417°N 75.500°E